# Растово (Вязниковский район)
Растово — деревня в Вязниковском районе Владимирской области России, входит в состав Паустовского сельского поселения.

## География
Деревня расположена в 21 км на юг от центра поселения деревни Паустово и в 37 км на юг от города Вязники.

## История
В конце XIX — начале XX века деревня входила в составе Сергиевской волости Гороховецкого уезда, с 1926 года — в составе Сергиево-Горской волости Вязниковского уезда. В 1859 году в деревне числился 21 двор, в 1905 году — 29 дворов, в 1926 году — 48 дворов.
С 1929 года деревня входила в состав Злобаевского сельсовета Вязниковского района, с 1935 года — в составе Никологорского района, с 1954 года — в составе Сергиево-Горского сельсовета, с 1963 года — в составе Вязниковского района, с 2005 года — в составе Паустовского сельского поселения.

## Население
| 1859 | 1905 | 1926 | 2002 | 2010 | 2021 |
| ---- | ---- | ---- | ---- | ---- | ---- |
| 180  | ↗284 | ↗375 | ↘5   | ↘1   | →1   |